# NGC 3962
NGC 3962 est une galaxie elliptique située dans la constellation de la Coupe. NGC 3962 a été découverte par l'astronome germano-britannique William Herschel en 1785.

## Caractéristiques
NGC 3962 présente une large raie HI et c'est possiblement une galaxie LINER, c'est-à-dire une galaxie dont le noyau présente un spectre d'émission caractérisé par de larges raies d'atomes faiblement ionisés.

### Distance
Sa vitesse par rapport au fond diffus cosmologique est de 2 177 ± 31 km/s, ce qui correspond à une distance de Hubble de 32,1 ± 2,3 Mpc (∼105 millions d'al).
À ce jour, 16 mesures non basées sur le décalage vers le rouge (redshift) donnent une distance de 29,712 ± 8,459 Mpc (∼96,9 millions d'al), ce qui est à l'intérieur des valeurs de la distance de Hubble.

### Galaxie isolée
```
NGC 3962 est une 
galaxie du champ
, c'est-à-dire qu'elle n'appartient pas à un 
amas
 ou un 
groupe
 et qu'elle est donc gravitationnellement isolée
[
1
]
.
```